# 隐脉叶下珠
隐脉叶下珠（学名：Phyllanthus guangdongensis）为大戟科叶下珠属下的一个种。其种加词“guangdongensis”意为“广东的”。